# Самостоятельные и несамостоятельные объекты (Гуссерль)
Самостоятельные и несамостоятельные объекты являются предметом учения, развиваемого Э. Гуссерлем в III и IV «Логических исследованиях», а также в § 15-17 «Идей I».
«Логическое исследование» III рассматривает самостоятельные и несамостоятельные предметы (содержания сознания) вообще; Исследование IV сосредоточивается на сфере языка и, соответственно, самостоятельных и несамостоятельных значениях. «Идеи I» в целом воспроизводят аргументацию «Логических исследований» в контексте учения о сущностях и соответствующих им региональных онтологиях, выводя самостоятельную сущность под именем конкрет, несамостоятельную — абстракт.

## «Логические исследования» III и IV

### Исследование III: самостоятельные и несамостоятельные части
Частью Гуссерль называет «всё, различимое в предмете» (содержании сознания).
Части могут быть самостоятельными и несамостоятельными.
Самостоятельные части — те, что возможны сами по себе, независимы от других частей по своей сути. Это «куски» — отдельные вещи или их части, например долька яблока.
Несамостоятельные части — те, что невозможны сами по себе. Это качество (например, цвет), форма, протяжённость, интенсивность (например, яркость) — то есть признаки, формы отношений. Цвет, например, существует только в комплексе с протяжённостью, формой и т. д.
Несамостоятельные части включены в сущностные (идеальные, априорные) законы, касающиеся всякого представителя данного чистого вида; в соответствии с этими законами изменение одной части вызывает изменение другой. Так, исчезновение интенсивности уничтожает и качество, а её постепенное уменьшение снижает впечатление от качества (хотя качество как вид остаётся неизменным). Это синтетически-априорные законы, они содержательны — так как относятся к содержательным понятиям (в отличие от формальных аналитико-априорных необходимостей, относящихся к формальным предметным категориям, таким как нечто, предмет, свойство, отношение, целое, часть и т. п.).

### Исследование IV: самостоятельные и несамостоятельные значения
Существуют самостоятельные и несамостоятельные значения (и соответственно категорематические и синкатегорематические — законченные и незаконченные — выражения).
Категорематический знак — законченнее выражение представления (например, «основатель этики»), суждения, чувства, вопроса, просьбы, приказа и т. п. Синкатегорематический знак получает полное значение лишь в связи с другим значением; это такие выражения, как «взятый по отдельности родительный падеж „неба“», «тем не менее», «вокруг», «равный», «в связи с», «и», «или», «если», суффиксы и т. п.
Самостоятельные и несамостоятельные значения не соответствуют самостоятельным и несамостоятельным предметам.
Несамостоятельные значения подчинены априорным сущностным законам, регулирующим их (точнее, их родов, типов) соединения. Эти законы аналитические — это универсальная (чистая, априорная) грамматика, лежащая в основе всех языков. Эти законы необходимо изучать.
Самостоятельные значения управляются логическими законами; несамостоятельные — законами в сфере комплексов значений:
| Законы в сфере комплексов значений (для несамостоятельных значений): | Логические законы (для самостоятельных значений): |
| — дают возможные формы значений, отделяют смысл от отсутствия смысла | — регулируют объективную применимость значений (возможность истинности, предметность) |
| — воспрещают отсутствие смысла (такое как в выражениях: «человек и есть», «круглый или») | — воспрещают формальную (аналитическую) бессмысслицу, противоречивость (закон противоречия, закон двойного отрицания, modus ponens и т.п.) |
| — обеспечивают простое единство смысла (задают априорные формы, в соответствии с которыми в одно значение объединяются значения различных категорий значения, вместо того чтобы давать хаотическое отсутствие смысла) | — обеспечивают объективную (априорную) возможность бытия соответствующих значению предметов (в случае суждений — положений дел), притом это законы не синтетические (запрещающие материальную бессмыслицу наподобие «круглого квадрата»), а аналитические |

## «Идеи I», § 15-17
В «Идеях I» рассматриваются самостоятельные и несамостоятельные сущности в контексте учения о региональных онтологиях.
Самостоятельную сущность Гуссерль именует конкрет, несамостоятельную — абстракт. Конкрет — совокупность эйдетических (то есть сущностных) единичностей, ведущих к разным наивысшим родам. «Так, например, в единстве феноменальной вещи определенный облик ведет к наивысшему роду „пространственный облик“ вообще, определенный цвет — к визуальному качеству вообще». Роды, под которые подпадают конкреты — это: «реальная вещь», предмет восприятия, «переживание» и т. п.; роды, под которые подпадают абстракты: «пространственный облик», «визуальное качество» и т. п. (Помимо абстрактов и конкретов, существуют индивиды. Индивид — предмет («вот это»), «содержательная сущность какового есть некий конкрет».)
Конкретам соответствуют «региональные онтологии» (классы априорных синтетических познаний Канта), каковых имеется столько классов, сколько есть регионов. Например, региону «природа» соответствует «онтология природы».